# Lista över matchresultat i Svenska Hockeyligan 2021/2022
Lista över matchresultat i grundserien av Svenska Hockeyligan 2021/2022.
  
| Nr | Lag               | S  | V  | ÖV | ÖF | F  | GM  | IM  | MS  | P   |
| -- | ----------------- | -- | -- | -- | -- | -- | --- | --- | --- | --- |
| 1  | Rögle BK          | 52 | 27 | 5  | 9  | 11 | 154 | 129 | +25 | 100 |
| 2  | Luleå HF          | 52 | 25 | 7  | 8  | 12 | 161 | 117 | +44 | 97  |
| 3  | Skellefteå AIK    | 52 | 27 | 5  | 3  | 17 | 167 | 122 | +45 | 94  |
| 4  | Frölunda HC       | 52 | 21 | 10 | 4  | 17 | 155 | 139 | +16 | 87  |
| 5  | Växjö Lakers (RM) | 52 | 22 | 6  | 7  | 17 | 153 | 144 | +9  | 85  |
| 6  | Färjestad BK      | 52 | 22 | 6  | 4  | 20 | 153 | 149 | +4  | 82  |
| 7  | Örebro HK         | 52 | 20 | 8  | 5  | 19 | 144 | 123 | +21 | 81  |
| 8  | Leksands IF       | 52 | 20 | 4  | 7  | 21 | 148 | 154 | −6  | 75  |
| 9  | IK Oskarshamn     | 52 | 20 | 3  | 6  | 23 | 140 | 163 | −23 | 72  |
| 10 | Brynäs IF         | 52 | 17 | 6  | 6  | 23 | 126 | 138 | −12 | 69  |
| 11 | Linköping HC      | 52 | 16 | 8  | 5  | 23 | 121 | 142 | −21 | 69  |
| 12 | Malmö Redhawks    | 52 | 17 | 4  | 8  | 23 | 134 | 153 | −19 | 67  |
| 13 | Djurgårdens IF    | 52 | 14 | 5  | 6  | 27 | 130 | 169 | −39 | 58  |
| 14 | Timrå IK (U)      | 52 | 14 | 5  | 4  | 29 | 133 | 177 | −44 | 56  |

## Matcher
| \| September 2021-09-11 - Växjö Lakers HC - Färjestad BK 3 - 4 (2-0, 0-1, 1-2, 0-0, 0-1) 2012 Vida Arena - IK Oskarshamn - Timrå IK 5 - 4 (2-2, 3-1, 0-1) 770 Be-Ge Hockey Center - Frölunda HC - Brynäs IF 2 - 4 (2-1, 0-3, 0-0) 3043 Scandinavium - Luleå HF - Linköping HC 5 - 2 (1-1, 1-1, 3-0) 2112 Coop Norrbotten Arena - Leksands IF - IF Malmö Redhawks 3 - 4 (2-2, 0-1, 1-1) 1756 Tegera Arena - Örebro HK - Rögle BK 2 - 3 (1-2, 0-1, 1-0) 2000 Behrn Arena - Djurgårdens IF - Skellefteå AIK 2 - 5 (1-3, 1-1, 0-1) 2076 Hovet, Johanneshov 2021-09-16 - Skellefteå AIK - Frölunda HC 0 - 2 (0-0, 0-0, 0-2) Skellefteå Kraft Arena - Leksands IF - Rögle BK 1 - 5 (0-0, 0-4, 1-1) Tegera Arena - Brynäs IF - Timrå IK 2 - 4 (0-1, 0-2, 2-1) Monitor ERP Arena - Växjö Lakers HC - Örebro HK 3 - 2 (1-0, 1-1, 0-1, 1-0) Vida Arena - Linköping HC - Djurgårdens IF 1 - 3 (1-1, 0-2, 0-0) Saab Arena - IK Oskarshamn - IF Malmö Redhawks 2 - 5 (2-3, 0-1, 0-1) Be-Ge Hockey Center 2021-09-18 - Djurgårdens IF - Brynäs IF 3 - 2 (0-1, 0-0, 2-1, 1-0) Hovet, Johanneshov - Timrå IK - Växjö Lakers HC 2 - 6 (1-5, 1-0, 0-1) NHC Arena - IF Malmö Redhawks - Färjestad BK 3 - 5 (2-3, 0-1, 1-1) Malmö Arena - Skellefteå AIK - Leksands IF 3 - 0 (1-0, 1-0, 1-0) Skellefteå Kraft Arena - Frölunda HC - Luleå HF 2 - 1 (1-0, 0-1, 1-0) Scandinavium 2021-09-23 - Brynäs IF - Växjö Lakers HC 6 - 4 (0-0, 0-2, 6-2) 2474 Monitor ERP Arena - Linköping HC - Färjestad BK 0 - 4 (0-2, 0-1, 0-1) 2723 Saab Arena - IF Malmö Redhawks - Djurgårdens IF 3 - 2 (0-0, 2-0, 1-2) 2506 Malmö Arena - Frölunda HC - Leksands IF 2 - 4 (0-0, 0-3, 2-1) 3023 Scandinavium 2021-09-25 - Luleå HF - Örebro HK 0 - 2 (0-2, 0-0, 0-0) 2093 Coop Norrbotten Arena - Leksands IF - Linköping HC 3 - 4 (2-0, 1-1, 0-2, 0-0, 0-1) 1886 Tegera Arena - Brynäs IF - Skellefteå AIK 3 - 1 (0-0, 1-0, 2-1) 2474 Monitor ERP Arena - Växjö Lakers HC - Rögle BK 3 - 2 (1-0, 1-1, 1-1) 2269 Vida Arena - IK Oskarshamn - Frölunda HC 2 - 3 (0-0, 1-1, 1-1, 0-1) 770 Be-Ge Hockey Center 2021-09-30 - Skellefteå AIK - Färjestad BK 4 - 0 (0-0, 0-0, 4-0) 4874 Skellefteå Kraft Arena - Djurgårdens IF - Leksands IF 1 - 3 (0-1, 1-0, 0-2) 7813 Hovet, Johanneshov - Linköping HC - Rögle BK 4 - 1 (1-0, 1-1, 2-0) 5202 Saab Arena - Timrå IK - Luleå HF 5 - 3 (1-1, 1-2, 3-0) 4408 NHC Arena - IK Oskarshamn - Brynäs IF 6 - 3 (1-1, 1-1, 4-1) 2935 Be-Ge Hockey Center - IF Malmö Redhawks - Växjö Lakers HC 1 - 3 (0-0, 1-0, 0-3) 12600 Malmö Arena - Frölunda HC - Örebro HK 4 - 2 (1-1, 1-0, 2-1) 10702 Scandinavium Oktober 2021-10-02 - Örebro HK - IF Malmö Redhawks 3 - 4 (0-1, 1-3, 2-0) 5291 Behrn Arena - Brynäs IF - Rögle BK 4 - 5 (1-1, 3-2, 0-1, 0-0, 0-1) 4728 Monitor ERP Arena - Växjö Lakers HC - Djurgårdens IF 4 - 2 (0-2, 1-0, 3-0) 4782 Vida Arena - Linköping HC - Skellefteå AIK 0 - 4 (0-2, 0-2, 0-0) 5531 Saab Arena - Luleå HF - IK Oskarshamn 2 - 4 (1-1, 0-2, 1-1) 6150 Coop Norrbotten Arena - Färjestad BK - Leksands IF 3 - 4 (0-2, 2-1, 1-0, 0-1) 8250 Löfbergs Arena - Frölunda HC - Timrå IK 3 - 2 (1-1, 1-0, 1-1) 8648 Scandinavium 2021-10-07 - Skellefteå AIK - Timrå IK 4 - 1 (0-0, 2-1, 2-0) 4029 Skellefteå Kraft Arena - Leksands IF - IK Oskarshamn 3 - 2 (1-0, 2-2, 0-0) 6159 Tegera Arena - Örebro HK - Brynäs IF 4 - 0 (2-0, 0-0, 2-0) 5249 Behrn Arena - Djurgårdens IF - Rögle BK 1 - 4 (0-0, 1-3, 0-1) 4200 Hovet, Johanneshov - Växjö Lakers HC - Linköping HC 2 - 0 (1-0, 0-0, 1-0) 3721 Vida Arena - IF Malmö Redhawks - Luleå HF 1 - 2 (0-0, 0-1, 1-1) 5008 Malmö Arena - Frölunda HC - Färjestad BK 6 - 5 (3-2, 2-2, 0-1, 1-0) 9653 Scandinavium 2021-10-09 - Brynäs IF - Färjestad BK 2 - 5 (0-2, 2-2, 0-1) 5375 Monitor ERP Arena - Djurgårdens IF - Frölunda HC 2 - 4 (1-1, 1-1, 0-2) 5538 Hovet, Johanneshov - Timrå IK - Leksands IF 3 - 8 (0-2, 2-3, 1-3) 4923 NHC Arena - Luleå HF - Växjö Lakers HC 3 - 2 (1-0, 1-0, 1-2) 6150 Coop Norrbotten Arena - Skellefteå AIK - Örebro HK 2 - 1 (1-1, 1-0, 0-0) 4619 Skellefteå Kraft Arena - Rögle BK - IF Malmö Redhawks 2 - 1 (1-0, 0-1, 1-0) 4950 Catena Arena - IK Oskarshamn - Linköping HC 2 - 1 (0-0, 1-0, 0-1, 1-0) 3131 Be-Ge Hockey Center 2021-10-12 - Örebro HK - Linköping HC 3 - 2 (2-1, 1-0, 0-1) 4779 Behrn Arena - Färjestad BK - Djurgårdens IF 5 - 4 (2-1, 1-1, 2-2) 5597 Löfbergs Arena 2021-10-14 - Leksands IF - Brynäs IF 6 - 1 (2-1, 3-0, 1-0) 7650 Tegera Arena - Örebro HK - Timrå IK 3 - 0 (1-0, 1-0, 1-0) 5085 Behrn Arena - Djurgårdens IF - Luleå HF 4 - 6 (0-3, 3-2, 1-1) 5059 Hovet, Johanneshov - Växjö Lakers HC - Skellefteå AIK 3 - 6 (2-3, 0-1, 1-2) 3804 Vida Arena - Färjestad BK - IK Oskarshamn 1 - 4 (1-1, 0-1, 0-2) 7047 Löfbergs Arena - Linköping HC - IF Malmö Redhawks 4 - 3 (1-1, 3-1, 0-1) 4336 Saab Arena - Frölunda HC - Rögle BK 2 - 3 (1-0, 1-2, 0-1) 7690 Scandinavium 2021-10-16 - Leksands IF - Örebro HK 2 - 0 (0-0, 1-0, 1-0) 6639 Tegera Arena - Brynäs IF - Luleå HF 2 - 4 (1-1, 0-0, 1-3) 5067 Monitor ERP Arena - Rögle BK - Färjestad BK 5 - 2 (3-1, 1-1, 1-0) 4950 Catena Arena - IF Malmö Redhawks - Skellefteå AIK 3 - 2 (1-0, 1-1, 0-1, 0-0, 1-0) 5448 Malmö Arena - Linköping HC - Frölunda HC 1 - 4 (0-0, 1-0, 0-4) 6010 Saab Arena - Timrå IK - Djurgårdens IF 2 - 5 (2-3, 0-1, 0-1) 4479 NHC Arena - IK Oskarshamn - Växjö Lakers HC 2 - 4 (1-2, 1-1, 0-1) 3275 Be-Ge Hockey Center 2021-10-19 - Örebro HK - IK Oskarshamn 5 - 4 (0-0, 2-3, 2-1, 0-0, 1-0) 5095 Behrn Arena - Frölunda HC - Timrå IK 5 - 2 (2-2, 0-0, 3-0) 6485 Scandinavium 2021-10-21 - Luleå HF - Leksands IF 1 - 3 (0-0, 1-0, 0-3) 6150 Coop Norrbotten Arena - Skellefteå AIK - Rögle BK 3 - 2 (0-0, 1-0, 1-2, 1-0) 3920 Skellefteå Kraft Arena - Brynäs IF - IF Malmö Redhawks 2 - 1 (0-0, 1-0, 0-1, 0-0, 1-0) 3991 Monitor ERP Arena - Djurgårdens IF - IK Oskarshamn 2 - 3 (0-2, 0-0, 2-1) 4307 Hovet, Johanneshov - Växjö Lakers HC - Frölunda HC 2 - 3 (1-1, 1-1, 0-0, 0-1) 4122 Vida Arena - Färjestad BK - Örebro HK 3 - 1 (1-1, 0-0, 2-0) 5312 Löfbergs Arena - Timrå IK - Linköping HC 2 - 3 (0-0, 0-1, 2-1, 0-0, 0-1) 3028 NHC Arena 2021-10-23 - Rögle BK - Luleå HF 3 - 1 (1-0, 0-0, 2-1) Catena Arena - Färjestad BK - Timrå IK 4 - 1 (0-1, 3-0, 1-0) Löfbergs Arena - Linköping HC - Brynäs IF 3 - 0 (1-0, 0-0, 2-0) Saab Arena - IF Malmö Redhawks - Frölunda HC 4 - 3 (0-0, 0-1, 3-2, 1-0) Malmö Arena - Skellefteå AIK - IK Oskarshamn 2 - 3 (0-1, 0-1, 2-1) Skellefteå Kraft Arena - Leksands IF - Växjö Lakers HC 2 - 3 (1-1, 0-1, 1-0, 0-1) Tegera Arena - Örebro HK - Djurgårdens IF 4 - 3 (2-1, 0-1, 1-1, 1-0) Behrn Arena 2021-10-26 - IK Oskarshamn - Rögle BK 1 - 2 (0-1, 0-0, 1-0, 0-1) Be-Ge Hockey Center - IF Malmö Redhawks - Skellefteå AIK 1 - 6 (1-3, 0-1, 0-2) Malmö Arena 2021-10-28 - Luleå HF - Färjestad BK 2 - 1 (0-0, 1-0, 1-1) Coop Norrbotten Arena - Brynäs IF - Linköping HC 4 - 1 (2-0, 0-0, 2-1) Monitor ERP Arena - Rögle BK - Skellefteå AIK 5 - 2 (1-0, 3-0, 1-2) Catena Arena - Växjö Lakers HC - IF Malmö Redhawks 5 - 3 (2-2, 3-1, 0-0) Vida Arena - Timrå IK - Örebro HK 3 - 4 (2-0, 0-1, 1-2, 0-1) NHC Arena - IK Oskarshamn - Leksands IF 1 - 4 (1-2, 0-1, 0-1) Be-Ge Hockey Center - Frölunda HC - Djurgårdens IF 5 - 2 (2-1, 3-0, 0-1) Scandinavium 2021-10-30 - Leksands IF - Timrå IK 3 - 0 (0-0, 3-0, 0-0) Tegera Arena - Rögle BK - Djurgårdens IF 3 - 2 (2-0, 0-2, 1-0) Catena Arena - IF Malmö Redhawks - Linköping HC 5 - 1 (1-1, 3-0, 1-0) Malmö Arena - Skellefteå AIK - Brynäs IF 2 - 3 (0-1, 0-1, 2-1) Skellefteå Kraft Arena - Örebro HK - Växjö Lakers HC 3 - 1 (1-0, 1-1, 1-0) Behrn Arena - Färjestad BK - Frölunda HC 1 - 4 (0-2, 1-0, 0-2) Löfbergs Arena - IK Oskarshamn - Luleå HF 2 - 5 (0-1, 1-1, 1-3) Be-Ge Hockey Center November 1 november 2021 - IF Malmö Redhawks - Leksands IF 3 - 5 (2-0, 1-3, 0-2) Malmö Arena 2021-11-04 - Luleå HF - Timrå IK 4 - 0 (0-0, 1-0, 3-0) Coop Norrbotten Arena - Leksands IF - Djurgårdens IF 2 - 4 (0-2, 1-1, 1-1) Tegera Arena - Örebro HK - Skellefteå AIK 3 - 2 (0-1, 2-0, 0-1, 0-0, 1-0) Behrn Arena - Växjö Lakers HC - Brynäs IF 3 - 1 (0-0, 1-0, 2-1) Vida Arena - Färjestad BK - Linköping HC 2 - 5 (2-1, 0-2, 0-2) Löfbergs Arena - Rögle BK - IK Oskarshamn 5 - 4 (2-2, 0-0, 3-2) Catena Arena - Frölunda HC - IF Malmö Redhawks 1 - 0 (0-0, 0-0, 1-0) Scandinavium 18 november 2021 - Skellefteå AIK - Växjö Lakers HC 5 - 3 (2-1, 1-1, 2-1) 3998 Skellefteå Kraft Arena - Brynäs IF - Leksands IF 4 - 0 (2-0, 1-0, 1-0) 7909 Monitor ERP Arena - Djurgårdens IF - Timrå IK 2 - 5 (2-4, 0-1, 0-0) 5940 Hovet, Johanneshov - Rögle BK - Frölunda HC 4 - 3 (0-1, 3-0, 1-2) 4950 Catena Arena - Färjestad BK - IF Malmö Redhawks 2 - 3 (0-3, 2-0, 0-0) 7285 Löfbergs Arena - Linköping HC - Luleå HF 3 - 2 (0-0, 3-2, 0-0) 4888 Saab Arena - IK Oskarshamn - Örebro HK 3 - 2 (1-1, 1-1, 0-0, 0-0, 1-0) 2608 Be-Ge Hockey Center 2021-11-20 - Leksands IF - Skellefteå AIK 1 - 2 (1-1, 0-1, 0-0) Tegera Arena - Färjestad BK - Rögle BK 4 - 3 (2-1, 0-0, 1-2, 0-0, 1-0) Löfbergs Arena - IF Malmö Redhawks - Brynäs IF 1 - 2 (0-0, 1-0, 0-1, 0-1) Malmö Arena - Frölunda HC - Växjö Lakers HC 5 - 2 (0-1, 0-1, 5-0) Scandinavium - Örebro HK - Luleå HF 2 - 3 (1-0, 0-2, 1-1) Behrn Arena - Djurgårdens IF - Linköping HC 2 - 5 (2-0, 0-3, 0-2) Hovet, Johanneshov - Timrå IK - IK Oskarshamn 2 - 0 (0-0, 2-0, 0-0) NHC Arena 21 november 2021 - Färjestad BK - Luleå HF 3 - 2 (1-1, 1-0, 0-1, 1-0) Löfbergs Arena 2021-11-25 - Luleå HF - Brynäs IF 4 - 2 (3-0, 0-1, 1-1) 6025 Coop Norrbotten Arena - Skellefteå AIK - Djurgårdens IF 3 - 1 (0-0, 2-0, 1-1) 3816 Skellefteå Kraft Arena - Örebro HK - Frölunda HC 5 - 1 (2-0, 1-1, 2-0) 5441 Behrn Arena - Växjö Lakers HC - IK Oskarshamn 1 - 2 (0-0, 0-2, 1-0) 4382 Vida Arena - Linköping HC - Leksands IF 5 - 6 (2-3, 2-0, 1-2, 0-0, 0-1) 7707 Saab Arena - Timrå IK - Färjestad BK 1 - 4 (0-0, 0-3, 1-1) 3556 NHC Arena - IF Malmö Redhawks - Rögle BK 3 - 4 (1-1, 2-1, 0-1, 0-1) 10569 Malmö Arena 2021-11-27 - Luleå HF - IF Malmö Redhawks 4 - 0 (0-0, 2-0, 2-0) Coop Norrbotten Arena - Djurgårdens IF - Örebro HK 0 - 3 (0-0, 0-1, 0-2) Hovet, Johanneshov - Rögle BK - Leksands IF 1 - 4 (0-0, 0-1, 1-3) Catena Arena - Färjestad BK - Växjö Lakers HC 4 - 3 (0-1, 1-0, 2-2, 0-0, 1-0) Löfbergs Arena - Brynäs IF - Frölunda HC 3 - 4 (0-1, 1-1, 2-1, 0-1) Monitor ERP Arena - Linköping HC - Timrå IK 2 - 4 (1-1, 0-2, 1-1) Saab Arena - IK Oskarshamn - Skellefteå AIK 8 - 5 (3-2, 2-2, 3-1) Be-Ge Hockey Center 30 november 2021 - Skellefteå AIK - Linköping HC 2 - 0 (2-0, 0-0, 0-0) 3534 Skellefteå Kraft Arena - Leksands IF - Färjestad BK 5 - 4 (1-2, 2-1, 2-1) 5802 Tegera Arena - Brynäs IF - Örebro HK 2 - 1 (0-1, 0-0, 1-0, 1-0) 5123 Monitor ERP Arena - Djurgårdens IF - IF Malmö Redhawks 3 - 0 (2-0, 0-0, 1-0) 3463 Hovet, Johanneshov - Växjö Lakers HC - Luleå HF 2 - 3 (1-2, 0-0, 1-0, 0-1) 3952 Vida Arena - Timrå IK - Rögle BK 4 - 3 (1-1, 1-0, 1-2, 0-0, 1-0) 3046 NHC Arena - Frölunda HC - IK Oskarshamn 3 - 4 (2-0, 1-2, 0-1, 0-0, 0-1) 9035 Scandinavium December 2021-12-02 - Timrå IK - IF Malmö Redhawks 4 - 2 (1-2, 3-0, 0-0) NHC Arena - Luleå HF - Frölunda HC 3 - 2 (0-0, 1-1, 1-1, 0-0, 1-0) Coop Norrbotten Arena - Örebro HK - Leksands IF 3 - 1 (1-0, 1-0, 1-1) Behrn Arena - Rögle BK - Brynäs IF 4 - 2 (1-0, 1-1, 2-1) Catena Arena - Färjestad BK - Skellefteå AIK 3 - 6 (2-1, 0-2, 1-3) Löfbergs Arena - Linköping HC - Växjö Lakers HC 1 - 2 (0-1, 1-0, 0-1) Saab Arena - IK Oskarshamn - Djurgårdens IF 5 - 2 (0-0, 1-2, 4-0) Be-Ge Hockey Center 2021-12-04 - Växjö Lakers HC - Timrå IK 3 - 2 (0-0, 0-1, 2-1, 0-0, 1-0) 4643 Vida Arena - IK Oskarshamn - Färjestad BK 0 - 5 (0-1, 0-3, 0-1) 2972 Be-Ge Hockey Center - Frölunda HC - Linköping HC 1 - 2 (0-1, 0-0, 1-0, 0-1) 10445 Scandinavium - Skellefteå AIK - IF Malmö Redhawks 4 - 3 (0-1, 0-0, 3-2, 0-0, 1-0) 4280 Skellefteå Kraft Arena - Leksands IF - Luleå HF 2 - 3 (0-2, 0-0, 2-0, 0-0, 0-1) 6593 Tegera Arena - Brynäs IF - Djurgårdens IF 4 - 0 (2-0, 2-0, 0-0) 6652 Monitor ERP Arena - Rögle BK - Örebro HK 4 - 5 (1-2, 1-0, 2-2, 0-1) 4877 Catena Arena 2021-12-06 - Linköping HC - Luleå HF 2 - 1 (1-1, 0-0, 0-0, 1-0) 4127 Saab Arena 2021-12-08 - IF Malmö Redhawks - Örebro HK 5 - 2 (1-0, 1-2, 3-0) 4254 Malmö Arena 2021-12-09 - Luleå HF - Rögle BK 3 - 2 (1-1, 0-0, 1-1, 1-0) 5504 Coop Norrbotten Arena - Leksands IF - Frölunda HC 2 - 4 (0-2, 1-1, 1-1) 4834 Tegera Arena - Djurgårdens IF - Växjö Lakers HC 2 - 3 (1-0, 0-1, 1-1, 0-0, 0-1) 3499 Hovet, Johanneshov - Färjestad BK - Brynäs IF 2 - 1 (1-0, 0-0, 1-1) 5012 Löfbergs Arena - Timrå IK - Skellefteå AIK 2 - 5 (0-2, 2-1, 0-2) 3880 NHC Arena 2021-12-11 - Skellefteå AIK - Rögle BK 0 - 3 (0-1, 0-1, 0-1) 4716 Skellefteå Kraft Arena - IK Oskarshamn - Timrå IK 6 - 3 (0-1, 4-1, 2-1) 2954 Be-Ge Hockey Center - Frölunda HC - Brynäs IF 0 - 4 (0-0, 0-3, 0-1) 11735 Scandinavium - Örebro HK - Linköping HC 1 - 3 (0-1, 1-0, 0-2) 5373 Behrn Arena - Växjö Lakers HC - Djurgårdens IF 3 - 0 (0-0, 2-0, 1-0) 4186 Vida Arena - Färjestad BK - Leksands IF 3 - 2 (0-0, 0-1, 3-1) 8250 Löfbergs Arena - IF Malmö Redhawks - Luleå HF 2 - 1 (1-1, 0-0, 0-0, 0-0, 1-0) 5213 Malmö Arena \| 2021-12-13 - Linköping HC - IK Oskarshamn 6 - 2 (1-1, 3-1, 2-0) 4674 Saab Arena 2021-12-21 - IF Malmö Redhawks - Timrå IK 6 - 3 (2-0, 1-2, 3-1) 4438 Malmö Arena 2021-12-26 - Luleå HF - Örebro HK 2 - 3 (1-0, 1-0, 0-2, 0-1) 2150 Coop Norrbotten Arena - Skellefteå AIK - IK Oskarshamn 4 - 1 (0-0, 3-0, 1-1) 1665 Skellefteå Kraft Arena - Brynäs IF - IF Malmö Redhawks 4 - 0 (1-0, 2-0, 1-0) 2000 Monitor ERP Arena - Linköping HC - Färjestad BK 1 - 3 (0-1, 0-1, 1-1) 2752 Saab Arena - Rögle BK - Djurgårdens IF 4 - 5 (0-1, 1-3, 3-0, 0-1) 1527 Catena Arena - Timrå IK - Leksands IF 5 - 1 (1-0, 3-1, 1-0) 1569 NHC Arena 2021-12-28 - Leksands IF - Rögle BK 5 - 2 (4-2, 1-0, 0-0) 3375 Tegera Arena - Örebro HK - Brynäs IF 0 - 4 (0-2, 0-0, 0-2) 1804 Behrn Arena - Djurgårdens IF - Skellefteå AIK 2 - 3 (1-2, 0-0, 1-0, 0-1) 2696 Hovet, Johanneshov - Färjestad BK - Luleå HF 0 - 8 (0-1, 0-2, 0-5) 1929 Löfbergs Arena - IK Oskarshamn - Linköping HC 3 - 1 (1-1, 1-0, 1-0) 1300 Be-Ge Hockey Center - IF Malmö Redhawks - Växjö Lakers HC 3 - 1 (0-0, 2-0, 1-1) 3511 Malmö Arena 2021-12-30 - Luleå HF - Leksands IF 4 - 1 (1-0, 2-0, 1-1) 2150 Coop Norrbotten Arena - Brynäs IF - Färjestad BK 1 - 3 (0-1, 1-2, 0-0) 1983 Monitor ERP Arena - Rögle BK - IK Oskarshamn 3 - 1 (1-0, 2-0, 0-1) 1409 Catena Arena - Växjö Lakers HC - Örebro HK 1 - 0 (1-0, 0-0, 0-0) 2181 Vida Arena - Linköping HC - Djurgårdens IF 5 - 2 (4-0, 0-1, 1-1) 2543 Saab Arena - Timrå IK - IF Malmö Redhawks 6 - 5 (0-1, 1-4, 4-0, 1-0) 1569 NHC Arena Januari 6 januari 2022 - Frölunda HC - Luleå HF 0 - 1 (0-0, 0-1, 0-0) Scandinavium - Örebro HK - Färjestad BK 2 - 3 (0-2, 1-1, 1-0) Behrn Arena 2022-01-08 - Rögle BK - Färjestad BK 2 - 3 (0-0, 1-1, 1-1, 0-1) 1563 Catena Arena - Frölunda HC - Örebro HK 6 - 5 (1-1, 1-1, 3-3, 0-0, 1-0) 3829 Scandinavium - Linköping HC - Brynäs IF 4 - 3 (0-2, 2-1, 1-0, 0-0, 1-0) 2625 Saab Arena 11 januari 2022 - Färjestad BK - Brynäs IF 2 - 1 (1-0, 0-1, 1-0) 1858 Löfbergs Arena 2022-01-13 - Brynäs IF - Luleå HF 3 - 1 (1-0, 1-0, 1-1) 1817 Monitor ERP Arena - Rögle BK - Linköping HC 2 - 1 (0-0, 1-0, 0-1, 1-0) 1634 Catena Arena - Växjö Lakers HC - Färjestad BK 4 - 1 (2-0, 1-0, 1-1) 1980 Vida Arena 2022-01-15 - Brynäs IF - Timrå IK 6 - 2 (2-0, 3-1, 1-1) 1961 Monitor ERP Arena - Växjö Lakers HC - Linköping HC 1 - 4 (0-1, 1-2, 0-1) 1912 Vida Arena - Frölunda HC - Rögle BK 4 - 1 (0-1, 3-0, 1-0) 3846 Scandinavium - Luleå HF - Skellefteå AIK 4 - 2 (1-1, 2-0, 1-1) 2150 Coop Norrbotten Arena 16 januari 2022 - IK Oskarshamn - IF Malmö Redhawks 3 - 1 (0-0, 1-0, 2-1) 644 Be-Ge Hockey Center 2022-01-18 - Skellefteå AIK - Frölunda HC 5 - 2 (1-0, 3-1, 1-1) 1665 Skellefteå Kraft Arena - Luleå HF - Växjö Lakers HC 4 - 3 (0-2, 2-0, 1-1, 1-0) 2150 Coop Norrbotten Arena - IF Malmö Redhawks - Leksands IF 1 - 2 (0-1, 0-1, 1-0) 2638 Malmö Arena 20 januari 2022 - Skellefteå AIK - Timrå IK 5 - 2 (1-1, 2-1, 2-0) 1665 Skellefteå Kraft Arena - Leksands IF - Växjö Lakers HC 7 - 3 (2-1, 4-2, 1-0) 1996 Tegera Arena - Linköping HC - Frölunda HC 2 - 1 (0-0, 1-0, 1-1) 2125 Saab Arena 22 januari 2022 - Luleå HF - Linköping HC 3 - 2 (1-0, 1-0, 0-2, 1-0) 2150 Coop Norrbotten Arena - Djurgårdens IF - Leksands IF 2 - 1 (0-0, 0-0, 1-1, 0-0, 1-0) 2201 Hovet, Johanneshov - Timrå IK - Växjö Lakers HC 3 - 0 (1-0, 1-0, 1-0) 1569 NHC Arena - IK Oskarshamn - Frölunda HC 7 - 4 (2-2, 3-1, 2-1) 693 Be-Ge Hockey Center 2022-01-23 - Djurgårdens IF - IK Oskarshamn 4 - 2 (1-0, 1-0, 2-2) 781 Hovet, Johanneshov 24 januari 2022 - Timrå IK - Linköping HC 3 - 1 (1-1, 0-0, 2-0) 1569 NHC Arena 2022-01-25 - Luleå HF - IK Oskarshamn 4 - 1 (3-1, 0-0, 1-0) 2150 Coop Norrbotten Arena 27 januari 2022 - Örebro HK - Rögle BK 4 - 1 (1-0, 0-1, 3-0) 1649 Behrn Arena - IK Oskarshamn - Skellefteå AIK 4 - 3 (2-1, 2-2, 0-0) 690 Be-Ge Hockey Center 2022-01-29 - Färjestad BK - IK Oskarshamn 2 - 0 (0-0, 0-0, 2-0) 1769 Löfbergs Arena - Örebro HK - Djurgårdens IF 7 - 1 (3-1, 3-0, 1-0) 1796 Behrn Arena 30 januari 2022 - Brynäs IF - Skellefteå AIK 4 - 6 (0-0, 3-2, 1-4) 0 Monitor ERP Arena - Örebro HK - IK Oskarshamn 3 - 0 (1-0, 2-0, 0-0) 1711 Behrn Arena - Färjestad BK - Djurgårdens IF 1 - 3 (0-0, 0-1, 1-2) 1700 Löfbergs Arena Februari 1 februari 2022 - Skellefteå AIK - Färjestad BK 4 - 1 (0-0, 3-0, 1-1) 1665 Skellefteå Kraft Arena 3 februari 2022 - IF Malmö Redhawks - Färjestad BK 1 - 5 (1-1, 0-1, 0-3) 2839 Malmö Arena - Skellefteå AIK - Linköping HC 5 - 0 (0-0, 5-0, 0-0) 1665 Skellefteå Kraft Arena - Djurgårdens IF - Rögle BK 2 - 3 (0-0, 1-1, 1-2) 1483 Hovet, Johanneshov - Växjö Lakers HC - Timrå IK 5 - 2 (1-1, 1-1, 3-0) 1820 Vida Arena 5 februari 2022 - Leksands IF - Linköping HC 8 - 4 (3-0, 1-3, 4-1) 2628 Tegera Arena - Örebro HK - Timrå IK 3 - 1 (1-1, 0-0, 2-0) 1982 Behrn Arena - Växjö Lakers HC - IF Malmö Redhawks 4 - 7 (0-3, 3-1, 1-3) 1978 Vida Arena 7 februari 2022 - Rögle BK - Timrå IK 1 - 0 (0-0, 1-0, 0-0) Catena Arena 8 februari 2022 - Rögle BK - Timrå IK 5 - 3 (0-2, 2-0, 3-1) Catena Arena 9 februari 2022 - Djurgårdens IF - Brynäs IF 2 - 3 (0-0, 1-1, 1-1, 0-1) Hovet, Johanneshov 10 februari 2022 - Leksands IF - Örebro HK 4 - 2 (2-0, 1-1, 1-1) Tegera Arena 11 februari 2022 - IF Malmö Redhawks - Frölunda HC 1 - 2 (0-0, 0-0, 1-1, 0-0, 0-1) Malmö Arena 12 februari 2022 - Brynäs IF - Växjö Lakers HC 1 - 5 (1-0, 0-3, 0-2) Monitor ERP Arena - Örebro HK - Leksands IF 3 - 1 (1-0, 1-0, 1-1) Behrn Arena - Djurgårdens IF - Luleå HF 5 - 4 (2-0, 1-1, 1-3, 0-0, 1-0) Hovet, Johanneshov 13 februari 2022 - Skellefteå AIK - IF Malmö Redhawks 7 - 3 (1-1, 1-0, 5-2) Skellefteå Kraft Arena 15 februari 2022 - Skellefteå AIK - Örebro HK 2 - 4 (2-1, 0-3, 0-0) 3727 Skellefteå Kraft Arena - Frölunda HC - Färjestad BK 6 - 4 (3-1, 2-1, 1-2) 11854 Scandinavium - Rögle BK - Växjö Lakers HC 0 - 2 (0-0, 0-1, 0-1) 4863 Catena Arena 17 februari 2022 - Rögle BK - Luleå HF 4 - 2 (0-0, 3-1, 1-1) 4892 Catena Arena - Brynäs IF - Örebro HK 2 - 1 (2-0, 0-1, 0-0) 4692 Monitor ERP Arena - Djurgårdens IF - Växjö Lakers HC 6 - 2 (2-1, 2-1, 2-0) 4265 Hovet, Johanneshov - Frölunda HC - IK Oskarshamn 6 - 1 (1-0, 1-0, 4-1) 8116 Scandinavium - Färjestad BK - IF Malmö Redhawks 4 - 1 (1-1, 3-0, 0-0) 5422 Löfbergs Arena - Leksands IF - Timrå IK 3 - 6 (2-3, 1-1, 0-2) 4643 Tegera Arena 19 februari 2022 - Luleå HF - Rögle BK 4 - 1 (1-0, 2-1, 1-0) 6150 Coop Norrbotten Arena - Frölunda HC - Skellefteå AIK 3 - 0 (0-0, 0-0, 3-0) 11701 Scandinavium - Leksands IF - IF Malmö Redhawks 2 - 1 (0-0, 0-0, 1-1, 1-0) 6056 Tegera Arena - Djurgårdens IF - Linköping HC 3 - 2 (0-1, 0-0, 3-1) 6204 Hovet, Johanneshov - Växjö Lakers HC - Brynäs IF 3 - 2 (0-0, 1-1, 1-1, 0-0, 1-0) 5217 Vida Arena 22 februari 2022 - Luleå HF - Timrå IK 2 - 3 (1-0, 1-2, 0-0, 0-1) 5405 Coop Norrbotten Arena - Skellefteå AIK - Djurgårdens IF 3 - 0 (0-0, 1-0, 2-0) 4049 Skellefteå Kraft Arena - Leksands IF - Frölunda HC 4 - 5 (0-1, 3-1, 1-2, 0-1) 4141 Tegera Arena - Rögle BK - Örebro HK 3 - 2 (1-1, 1-0, 0-1, 1-0) 4950 Catena Arena - Linköping HC - Växjö Lakers HC 1 - 5 (0-4, 0-0, 1-1) 5151 Saab Arena - IK Oskarshamn - Färjestad BK 4 - 3 (1-2, 1-0, 2-1) 2841 Be-Ge Hockey Center - IF Malmö Redhawks - Brynäs IF 2 - 1 (1-0, 0-1, 0-0, 1-0) 4416 Malmö Arena 24 februari 2022 - Örebro HK - Luleå HF 3 - 5 (2-1, 0-3, 1-1) 5273 Behrn Arena - Brynäs IF - Linköping HC 0 - 2 (0-1, 0-0, 0-1) 5472 Monitor ERP Arena - Djurgårdens IF - IF Malmö Redhawks 1 - 3 (1-1, 0-1, 0-1) 6599 Hovet, Johanneshov - Rögle BK - Leksands IF 5 - 4 (1-0, 2-3, 2-1) 4950 Catena Arena - Växjö Lakers HC - IK Oskarshamn 3 - 2 (0-1, 1-1, 2-0) 4345 Vida Arena - Färjestad BK - Skellefteå AIK 1 - 5 (0-3, 0-0, 1-2) 6010 Löfbergs Arena - Timrå IK - Frölunda HC 2 - 3 (1-1, 0-1, 1-1) 4180 NHC Arena 26 februari 2022 - Leksands IF - Luleå HF 4 - 5 (1-0, 1-1, 2-3, 0-0, 0-1) 7005 Tegera Arena - Brynäs IF - Djurgårdens IF 0 - 2 (0-0, 0-1, 0-1) 7614 Monitor ERP Arena - IF Malmö Redhawks - IK Oskarshamn 3 - 4 (0-1, 0-2, 3-1) 6634 Malmö Arena - Örebro HK - Växjö Lakers HC 6 - 2 (2-1, 3-0, 1-1) 5403 Behrn Arena - Färjestad BK - Frölunda HC 3 - 0 (1-0, 1-0, 1-0) 8250 Löfbergs Arena - Linköping HC - Rögle BK 1 - 3 (0-2, 1-0, 0-1) 6710 Saab Arena - Timrå IK - Skellefteå AIK 3 - 2 (1-0, 0-1, 1-1, 1-0) 3930 NHC Arena 27 februari 2022 - Leksands IF - Brynäs IF 1 - 0 (0-0, 0-0, 1-0) Tegera Arena - Örebro HK - Frölunda HC 4 - 3 (0-1, 2-0, 2-2) Behrn Arena Mars 1 mars 2022 - Växjö Lakers HC - Skellefteå AIK 3 - 2 (1-1, 2-1, 0-0) 4068 Vida Arena - Luleå HF - Djurgårdens IF 2 - 3 (1-1, 0-0, 1-2) 5324 Coop Norrbotten Arena - IK Oskarshamn - Leksands IF 1 - 3 (0-0, 1-1, 0-2) 2868 Be-Ge Hockey Center - IF Malmö Redhawks - Timrå IK 0 - 3 (0-1, 0-1, 0-1) 3969 Malmö Arena 3 mars 2022 - Frölunda HC - Leksands IF 3 - 0 (1-0, 1-0, 1-0) 9827 Scandinavium - Örebro HK - IF Malmö Redhawks 3 - 5 (0-3, 2-1, 1-1) 5208 Behrn Arena - Linköping HC - Timrå IK 2 - 1 (1-0, 0-0, 1-1) 4468 Saab Arena - Luleå HF - Brynäs IF 2 - 5 (1-0, 1-3, 0-2) 5403 Coop Norrbotten Arena - Skellefteå AIK - Växjö Lakers HC 4 - 3 (1-1, 0-1, 2-1, 1-0) 4136 Skellefteå Kraft Arena - Djurgårdens IF - Färjestad BK 4 - 5 (1-2, 2-1, 1-1, 0-1) 6589 Hovet, Johanneshov - IK Oskarshamn - Rögle BK 3 - 5 (2-1, 1-2, 0-2) 2743 Be-Ge Hockey Center 5 mars 2022 - Färjestad BK - Linköping HC 3 - 4 (2-2, 0-0, 1-1, 0-1) 8250 Löfbergs Arena - Timrå IK - Brynäs IF 6 - 2 (2-0, 1-0, 3-2) 5104 NHC Arena - IF Malmö Redhawks - Örebro HK 4 - 5 (1-2, 2-2, 1-0, 0-0, 0-1) 9556 Malmö Arena - Djurgårdens IF - Frölunda HC 3 - 1 (0-1, 2-0, 1-0) 8094 Hovet, Johanneshov - Rögle BK - Skellefteå AIK 4 - 1 (1-0, 2-0, 1-1) 4950 Catena Arena - Växjö Lakers HC - Leksands IF 1 - 3 (0-2, 1-0, 0-1) 5052 Vida Arena - IK Oskarshamn - Luleå HF 2 - 5 (0-2, 2-1, 0-2) 3014 Be-Ge Hockey Center 6 mars 2022 - Timrå IK - Djurgårdens IF 4 - 5 (2-1, 1-1, 1-2, 0-0, 0-1) 4451 NHC Arena - Linköping HC - IF Malmö Redhawks 2 - 5 (0-1, 1-2, 1-2) 5108 Saab Arena - Brynäs IF - Frölunda HC 5 - 2 (1-1, 2-1, 2-0) 4809 Monitor ERP Arena 8 mars 2022 - Växjö Lakers HC - Rögle BK 4 - 1 (0-0, 3-1, 1-0) 4029 Vida Arena - Färjestad BK - Örebro HK 2 - 1 (1-0, 1-0, 0-1) 6640 Löfbergs Arena - IK Oskarshamn - Brynäs IF 1 - 2 (0-0, 1-0, 0-1, 0-1) 2909 Be-Ge Hockey Center - Skellefteå AIK - Luleå HF 2 - 4 (0-0, 1-2, 1-2) 5801 Skellefteå Kraft Arena - Djurgårdens IF - Timrå IK 5 - 1 (0-0, 2-0, 3-1) 6649 Hovet, Johanneshov - Linköping HC - Leksands IF 4 - 0 (2-0, 0-0, 2-0) 6180 Saab Arena 2022-03-10 19:00 Luleå HF - Färjestad BK 4 - 1 (1-0, 1-1, 2-0) 5955 Coop Norrbotten Arena 19:00 Leksands IF - Djurgårdens IF 2 - 4 (0-0, 2-3, 0-1) 5307 Tegera Arena 19:00 Rögle BK - Brynäs IF 3 - 0 (0-0, 2-0, 1-0) 6310 Catena Arena 19:00 Timrå IK - Örebro HK 3 - 1 (0-0, 1-0, 2-1) 3286 NHC Arena 19:00 IF Malmö Redhawks - Linköping HC 7 - 0 (3-0, 2-0, 2-0) 4252 Malmö Arena 19:00 Frölunda HC - Växjö Lakers HC 5 - 4 (1-1, 3-2, 0-1, 1-0) 8510 Scandinavium 2022-03-12 15:15 Brynäs IF - Rögle BK 3 - 1 (1-0, 0-1, 2-0) 5930 Monitor ERP Arena 15:15 Timrå IK - IK Oskarshamn 1 - 4 (1-2, 0-0, 0-2) 4235 NHC Arena 15:15 Leksands IF - Färjestad BK 2 - 5 (0-2, 0-1, 2-2) 7650 Tegera Arena 15:15 Djurgårdens IF - Örebro HK 0 - 3 (0-1, 0-2, 0-0) 8094 Hovet, Johanneshov 15:15 Växjö Lakers HC - Luleå HF 1 - 2 (1-0, 0-1, 0-1) 5438 Vida Arena 18:00 Frölunda HC - IF Malmö Redhawks 1 - 3 (1-2, 0-1, 0-0) 9183 Scandinavium 13 mars 2022 - Brynäs IF - IK Oskarshamn 2 - 1 (1-1, 1-0, 0-0) Monitor ERP Arena - Linköping HC - Skellefteå AIK 3 - 0 (1-0, 1-0, 1-0) Saab Arena 14 mars 2022 - Timrå IK - Luleå HF 4 - 3 (1-1, 1-1, 1-1, 1-0) 3170 NHC Arena 15 mars 2022 - Växjö Lakers HC - Frölunda HC 5 - 2 (1-1, 2-1, 2-0) 4365 Vida Arena - IF Malmö Redhawks - Djurgårdens IF 3 - 1 (0-0, 1-1, 2-0) 6583 Malmö Arena - IK Oskarshamn - Örebro HK 1 - 4 (1-3, 0-0, 0-1) 2705 Be-Ge Hockey Center - Leksands IF - Skellefteå AIK 1 - 3 (0-1, 0-1, 1-1) 3789 Tegera Arena - Färjestad BK - Rögle BK 0 - 3 (0-1, 0-1, 0-1) 6015 Löfbergs Arena 17 mars 2022 - Skellefteå AIK - Leksands IF 5 - 2 (1-0, 3-1, 1-1) 4071 Skellefteå Kraft Arena - IF Malmö Redhawks - Rögle BK 1 - 3 (0-1, 0-1, 1-1) 9139 Malmö Arena - Luleå HF - Frölunda HC 3 - 0 (0-0, 2-0, 1-0) 5568 Coop Norrbotten Arena - Timrå IK - Färjestad BK 2 - 6 (0-3, 2-2, 0-1) 3596 NHC Arena - Linköping HC - IK Oskarshamn 3 - 2 (0-0, 0-2, 2-0, 0-0, 1-0) 6502 Saab Arena 19 mars 2022 - Frölunda HC - Djurgårdens IF 5 - 4 (1-0, 1-4, 2-0, 1-0) 11790 Scandinavium - Rögle BK - IF Malmö Redhawks 2 - 3 (0-0, 2-2, 0-1) 6310 Catena Arena - Skellefteå AIK - Brynäs IF 3 - 1 (2-0, 0-1, 1-0) 5367 Skellefteå Kraft Arena - Färjestad BK - Timrå IK 6 - 1 (3-0, 3-0, 0-1) 7519 Löfbergs Arena - Leksands IF - IK Oskarshamn 3 - 2 (1-1, 0-0, 1-1, 1-0) 6356 Tegera Arena 20 mars 2022 - Rögle BK - Frölunda HC 3 - 4 (1-0, 1-1, 1-2, 0-1) Catena Arena 22 mars 2022 - Luleå HF - Skellefteå AIK 3 - 4 (1-0, 1-1, 1-2, 0-0, 0-1) Coop Norrbotten Arena - IK Oskarshamn - Växjö Lakers HC 1 - 6 (0-2, 1-1, 0-3) Be-Ge Hockey Center - Linköping HC - Örebro HK 4 - 0 (1-0, 2-0, 1-0) Saab Arena 24 mars 2022 - Luleå HF - IF Malmö Redhawks 3 - 0 (1-0, 0-0, 2-0) Coop Norrbotten Arena - Örebro HK - Skellefteå AIK 3 - 1 (1-1, 2-0, 0-0) Behrn Arena - Brynäs IF - Leksands IF 5 - 4 (4-0, 0-2, 0-2, 1-0) Monitor ERP Arena - Färjestad BK - Växjö Lakers HC 2 - 3 (1-0, 1-1, 0-1, 0-1) Löfbergs Arena - Timrå IK - Rögle BK 0 - 2 (0-0, 0-1, 0-1) NHC Arena - IK Oskarshamn - Djurgårdens IF 3 - 2 (1-0, 2-2, 0-0) Be-Ge Hockey Center - Frölunda HC - Linköping HC 3 - 1 (1-1, 0-0, 2-0) Scandinavium \| 1. | |
| 2021-09-11 - Växjö Lakers HC - Färjestad BK 3 - 4 (2-0, 0-1, 1-2, 0-0, 0-1) 2012 Vida Arena - IK Oskarshamn - Timrå IK 5 - 4 (2-2, 3-1, 0-1) 770 Be-Ge Hockey Center - Frölunda HC - Brynäs IF 2 - 4 (2-1, 0-3, 0-0) 3043 Scandinavium - Luleå HF - Linköping HC 5 - 2 (1-1, 1-1, 3-0) 2112 Coop Norrbotten Arena - Leksands IF - IF Malmö Redhawks 3 - 4 (2-2, 0-1, 1-1) 1756 Tegera Arena - Örebro HK - Rögle BK 2 - 3 (1-2, 0-1, 1-0) 2000 Behrn Arena - Djurgårdens IF - Skellefteå AIK 2 - 5 (1-3, 1-1, 0-1) 2076 Hovet, Johanneshov 2021-09-16 - Skellefteå AIK - Frölunda HC 0 - 2 (0-0, 0-0, 0-2) Skellefteå Kraft Arena - Leksands IF - Rögle BK 1 - 5 (0-0, 0-4, 1-1) Tegera Arena - Brynäs IF - Timrå IK 2 - 4 (0-1, 0-2, 2-1) Monitor ERP Arena - Växjö Lakers HC - Örebro HK 3 - 2 (1-0, 1-1, 0-1, 1-0) Vida Arena - Linköping HC - Djurgårdens IF 1 - 3 (1-1, 0-2, 0-0) Saab Arena - IK Oskarshamn - IF Malmö Redhawks 2 - 5 (2-3, 0-1, 0-1) Be-Ge Hockey Center 2021-09-18 - Djurgårdens IF - Brynäs IF 3 - 2 (0-1, 0-0, 2-1, 1-0) Hovet, Johanneshov - Timrå IK - Växjö Lakers HC 2 - 6 (1-5, 1-0, 0-1) NHC Arena - IF Malmö Redhawks - Färjestad BK 3 - 5 (2-3, 0-1, 1-1) Malmö Arena - Skellefteå AIK - Leksands IF 3 - 0 (1-0, 1-0, 1-0) Skellefteå Kraft Arena - Frölunda HC - Luleå HF 2 - 1 (1-0, 0-1, 1-0) Scandinavium 2021-09-23 - Brynäs IF - Växjö Lakers HC 6 - 4 (0-0, 0-2, 6-2) 2474 Monitor ERP Arena - Linköping HC - Färjestad BK 0 - 4 (0-2, 0-1, 0-1) 2723 Saab Arena - IF Malmö Redhawks - Djurgårdens IF 3 - 2 (0-0, 2-0, 1-2) 2506 Malmö Arena - Frölunda HC - Leksands IF 2 - 4 (0-0, 0-3, 2-1) 3023 Scandinavium 2021-09-25 - Luleå HF - Örebro HK 0 - 2 (0-2, 0-0, 0-0) 2093 Coop Norrbotten Arena - Leksands IF - Linköping HC 3 - 4 (2-0, 1-1, 0-2, 0-0, 0-1) 1886 Tegera Arena - Brynäs IF - Skellefteå AIK 3 - 1 (0-0, 1-0, 2-1) 2474 Monitor ERP Arena - Växjö Lakers HC - Rögle BK 3 - 2 (1-0, 1-1, 1-1) 2269 Vida Arena - IK Oskarshamn - Frölunda HC 2 - 3 (0-0, 1-1, 1-1, 0-1) 770 Be-Ge Hockey Center 2021-09-30 - Skellefteå AIK - Färjestad BK 4 - 0 (0-0, 0-0, 4-0) 4874 Skellefteå Kraft Arena - Djurgårdens IF - Leksands IF 1 - 3 (0-1, 1-0, 0-2) 7813 Hovet, Johanneshov - Linköping HC - Rögle BK 4 - 1 (1-0, 1-1, 2-0) 5202 Saab Arena - Timrå IK - Luleå HF 5 - 3 (1-1, 1-2, 3-0) 4408 NHC Arena - IK Oskarshamn - Brynäs IF 6 - 3 (1-1, 1-1, 4-1) 2935 Be-Ge Hockey Center - IF Malmö Redhawks - Växjö Lakers HC 1 - 3 (0-0, 1-0, 0-3) 12600 Malmö Arena - Frölunda HC - Örebro HK 4 - 2 (1-1, 1-0, 2-1) 10702 Scandinavium 2021-10-02 - Örebro HK - IF Malmö Redhawks 3 - 4 (0-1, 1-3, 2-0) 5291 Behrn Arena - Brynäs IF - Rögle BK 4 - 5 (1-1, 3-2, 0-1, 0-0, 0-1) 4728 Monitor ERP Arena - Växjö Lakers HC - Djurgårdens IF 4 - 2 (0-2, 1-0, 3-0) 4782 Vida Arena - Linköping HC - Skellefteå AIK 0 - 4 (0-2, 0-2, 0-0) 5531 Saab Arena - Luleå HF - IK Oskarshamn 2 - 4 (1-1, 0-2, 1-1) 6150 Coop Norrbotten Arena - Färjestad BK - Leksands IF 3 - 4 (0-2, 2-1, 1-0, 0-1) 8250 Löfbergs Arena - Frölunda HC - Timrå IK 3 - 2 (1-1, 1-0, 1-1) 8648 Scandinavium 2021-10-07 - Skellefteå AIK - Timrå IK 4 - 1 (0-0, 2-1, 2-0) 4029 Skellefteå Kraft Arena - Leksands IF - IK Oskarshamn 3 - 2 (1-0, 2-2, 0-0) 6159 Tegera Arena - Örebro HK - Brynäs IF 4 - 0 (2-0, 0-0, 2-0) 5249 Behrn Arena - Djurgårdens IF - Rögle BK 1 - 4 (0-0, 1-3, 0-1) 4200 Hovet, Johanneshov - Växjö Lakers HC - Linköping HC 2 - 0 (1-0, 0-0, 1-0) 3721 Vida Arena - IF Malmö Redhawks - Luleå HF 1 - 2 (0-0, 0-1, 1-1) 5008 Malmö Arena - Frölunda HC - Färjestad BK 6 - 5 (3-2, 2-2, 0-1, 1-0) 9653 Scandinavium 2021-10-09 - Brynäs IF - Färjestad BK 2 - 5 (0-2, 2-2, 0-1) 5375 Monitor ERP Arena - Djurgårdens IF - Frölunda HC 2 - 4 (1-1, 1-1, 0-2) 5538 Hovet, Johanneshov - Timrå IK - Leksands IF 3 - 8 (0-2, 2-3, 1-3) 4923 NHC Arena - Luleå HF - Växjö Lakers HC 3 - 2 (1-0, 1-0, 1-2) 6150 Coop Norrbotten Arena - Skellefteå AIK - Örebro HK 2 - 1 (1-1, 1-0, 0-0) 4619 Skellefteå Kraft Arena - Rögle BK - IF Malmö Redhawks 2 - 1 (1-0, 0-1, 1-0) 4950 Catena Arena - IK Oskarshamn - Linköping HC 2 - 1 (0-0, 1-0, 0-1, 1-0) 3131 Be-Ge Hockey Center 2021-10-12 - Örebro HK - Linköping HC 3 - 2 (2-1, 1-0, 0-1) 4779 Behrn Arena - Färjestad BK - Djurgårdens IF 5 - 4 (2-1, 1-1, 2-2) 5597 Löfbergs Arena 2021-10-14 - Leksands IF - Brynäs IF 6 - 1 (2-1, 3-0, 1-0) 7650 Tegera Arena - Örebro HK - Timrå IK 3 - 0 (1-0, 1-0, 1-0) 5085 Behrn Arena - Djurgårdens IF - Luleå HF 4 - 6 (0-3, 3-2, 1-1) 5059 Hovet, Johanneshov - Växjö Lakers HC - Skellefteå AIK 3 - 6 (2-3, 0-1, 1-2) 3804 Vida Arena - Färjestad BK - IK Oskarshamn 1 - 4 (1-1, 0-1, 0-2) 7047 Löfbergs Arena - Linköping HC - IF Malmö Redhawks 4 - 3 (1-1, 3-1, 0-1) 4336 Saab Arena - Frölunda HC - Rögle BK 2 - 3 (1-0, 1-2, 0-1) 7690 Scandinavium 2021-10-16 - Leksands IF - Örebro HK 2 - 0 (0-0, 1-0, 1-0) 6639 Tegera Arena - Brynäs IF - Luleå HF 2 - 4 (1-1, 0-0, 1-3) 5067 Monitor ERP Arena - Rögle BK - Färjestad BK 5 - 2 (3-1, 1-1, 1-0) 4950 Catena Arena - IF Malmö Redhawks - Skellefteå AIK 3 - 2 (1-0, 1-1, 0-1, 0-0, 1-0) 5448 Malmö Arena - Linköping HC - Frölunda HC 1 - 4 (0-0, 1-0, 0-4) 6010 Saab Arena - Timrå IK - Djurgårdens IF 2 - 5 (2-3, 0-1, 0-1) 4479 NHC Arena - IK Oskarshamn - Växjö Lakers HC 2 - 4 (1-2, 1-1, 0-1) 3275 Be-Ge Hockey Center 2021-10-19 - Örebro HK - IK Oskarshamn 5 - 4 (0-0, 2-3, 2-1, 0-0, 1-0) 5095 Behrn Arena - Frölunda HC - Timrå IK 5 - 2 (2-2, 0-0, 3-0) 6485 Scandinavium 2021-10-21 - Luleå HF - Leksands IF 1 - 3 (0-0, 1-0, 0-3) 6150 Coop Norrbotten Arena - Skellefteå AIK - Rögle BK 3 - 2 (0-0, 1-0, 1-2, 1-0) 3920 Skellefteå Kraft Arena - Brynäs IF - IF Malmö Redhawks 2 - 1 (0-0, 1-0, 0-1, 0-0, 1-0) 3991 Monitor ERP Arena - Djurgårdens IF - IK Oskarshamn 2 - 3 (0-2, 0-0, 2-1) 4307 Hovet, Johanneshov - Växjö Lakers HC - Frölunda HC 2 - 3 (1-1, 1-1, 0-0, 0-1) 4122 Vida Arena - Färjestad BK - Örebro HK 3 - 1 (1-1, 0-0, 2-0) 5312 Löfbergs Arena - Timrå IK - Linköping HC 2 - 3 (0-0, 0-1, 2-1, 0-0, 0-1) 3028 NHC Arena 2021-10-23 - Rögle BK - Luleå HF 3 - 1 (1-0, 0-0, 2-1) Catena Arena - Färjestad BK - Timrå IK 4 - 1 (0-1, 3-0, 1-0) Löfbergs Arena - Linköping HC - Brynäs IF 3 - 0 (1-0, 0-0, 2-0) Saab Arena - IF Malmö Redhawks - Frölunda HC 4 - 3 (0-0, 0-1, 3-2, 1-0) Malmö Arena - Skellefteå AIK - IK Oskarshamn 2 - 3 (0-1, 0-1, 2-1) Skellefteå Kraft Arena - Leksands IF - Växjö Lakers HC 2 - 3 (1-1, 0-1, 1-0, 0-1) Tegera Arena - Örebro HK - Djurgårdens IF 4 - 3 (2-1, 0-1, 1-1, 1-0) Behrn Arena 2021-10-26 - IK Oskarshamn - Rögle BK 1 - 2 (0-1, 0-0, 1-0, 0-1) Be-Ge Hockey Center - IF Malmö Redhawks - Skellefteå AIK 1 - 6 (1-3, 0-1, 0-2) Malmö Arena 2021-10-28 - Luleå HF - Färjestad BK 2 - 1 (0-0, 1-0, 1-1) Coop Norrbotten Arena - Brynäs IF - Linköping HC 4 - 1 (2-0, 0-0, 2-1) Monitor ERP Arena - Rögle BK - Skellefteå AIK 5 - 2 (1-0, 3-0, 1-2) Catena Arena - Växjö Lakers HC - IF Malmö Redhawks 5 - 3 (2-2, 3-1, 0-0) Vida Arena - Timrå IK - Örebro HK 3 - 4 (2-0, 0-1, 1-2, 0-1) NHC Arena - IK Oskarshamn - Leksands IF 1 - 4 (1-2, 0-1, 0-1) Be-Ge Hockey Center - Frölunda HC - Djurgårdens IF 5 - 2 (2-1, 3-0, 0-1) Scandinavium 2021-10-30 - Leksands IF - Timrå IK 3 - 0 (0-0, 3-0, 0-0) Tegera Arena - Rögle BK - Djurgårdens IF 3 - 2 (2-0, 0-2, 1-0) Catena Arena - IF Malmö Redhawks - Linköping HC 5 - 1 (1-1, 3-0, 1-0) Malmö Arena - Skellefteå AIK - Brynäs IF 2 - 3 (0-1, 0-1, 2-1) Skellefteå Kraft Arena - Örebro HK - Växjö Lakers HC 3 - 1 (1-0, 1-1, 1-0) Behrn Arena - Färjestad BK - Frölunda HC 1 - 4 (0-2, 1-0, 0-2) Löfbergs Arena - IK Oskarshamn - Luleå HF 2 - 5 (0-1, 1-1, 1-3) Be-Ge Hockey Center 1 november 2021 - IF Malmö Redhawks - Leksands IF 3 - 5 (2-0, 1-3, 0-2) Malmö Arena 2021-11-04 - Luleå HF - Timrå IK 4 - 0 (0-0, 1-0, 3-0) Coop Norrbotten Arena - Leksands IF - Djurgårdens IF 2 - 4 (0-2, 1-1, 1-1) Tegera Arena - Örebro HK - Skellefteå AIK 3 - 2 (0-1, 2-0, 0-1, 0-0, 1-0) Behrn Arena - Växjö Lakers HC - Brynäs IF 3 - 1 (0-0, 1-0, 2-1) Vida Arena - Färjestad BK - Linköping HC 2 - 5 (2-1, 0-2, 0-2) Löfbergs Arena - Rögle BK - IK Oskarshamn 5 - 4 (2-2, 0-0, 3-2) Catena Arena - Frölunda HC - IF Malmö Redhawks 1 - 0 (0-0, 0-0, 1-0) Scandinavium 18 november 2021 - Skellefteå AIK - Växjö Lakers HC 5 - 3 (2-1, 1-1, 2-1) 3998 Skellefteå Kraft Arena - Brynäs IF - Leksands IF 4 - 0 (2-0, 1-0, 1-0) 7909 Monitor ERP Arena - Djurgårdens IF - Timrå IK 2 - 5 (2-4, 0-1, 0-0) 5940 Hovet, Johanneshov - Rögle BK - Frölunda HC 4 - 3 (0-1, 3-0, 1-2) 4950 Catena Arena - Färjestad BK - IF Malmö Redhawks 2 - 3 (0-3, 2-0, 0-0) 7285 Löfbergs Arena - Linköping HC - Luleå HF 3 - 2 (0-0, 3-2, 0-0) 4888 Saab Arena - IK Oskarshamn - Örebro HK 3 - 2 (1-1, 1-1, 0-0, 0-0, 1-0) 2608 Be-Ge Hockey Center 2021-11-20 - Leksands IF - Skellefteå AIK 1 - 2 (1-1, 0-1, 0-0) Tegera Arena - Färjestad BK - Rögle BK 4 - 3 (2-1, 0-0, 1-2, 0-0, 1-0) Löfbergs Arena - IF Malmö Redhawks - Brynäs IF 1 - 2 (0-0, 1-0, 0-1, 0-1) Malmö Arena - Frölunda HC - Växjö Lakers HC 5 - 2 (0-1, 0-1, 5-0) Scandinavium - Örebro HK - Luleå HF 2 - 3 (1-0, 0-2, 1-1) Behrn Arena - Djurgårdens IF - Linköping HC 2 - 5 (2-0, 0-3, 0-2) Hovet, Johanneshov - Timrå IK - IK Oskarshamn 2 - 0 (0-0, 2-0, 0-0) NHC Arena 21 november 2021 - Färjestad BK - Luleå HF 3 - 2 (1-1, 1-0, 0-1, 1-0) Löfbergs Arena 2021-11-25 - Luleå HF - Brynäs IF 4 - 2 (3-0, 0-1, 1-1) 6025 Coop Norrbotten Arena - Skellefteå AIK - Djurgårdens IF 3 - 1 (0-0, 2-0, 1-1) 3816 Skellefteå Kraft Arena - Örebro HK - Frölunda HC 5 - 1 (2-0, 1-1, 2-0) 5441 Behrn Arena - Växjö Lakers HC - IK Oskarshamn 1 - 2 (0-0, 0-2, 1-0) 4382 Vida Arena - Linköping HC - Leksands IF 5 - 6 (2-3, 2-0, 1-2, 0-0, 0-1) 7707 Saab Arena - Timrå IK - Färjestad BK 1 - 4 (0-0, 0-3, 1-1) 3556 NHC Arena - IF Malmö Redhawks - Rögle BK 3 - 4 (1-1, 2-1, 0-1, 0-1) 10569 Malmö Arena 2021-11-27 - Luleå HF - IF Malmö Redhawks 4 - 0 (0-0, 2-0, 2-0) Coop Norrbotten Arena - Djurgårdens IF - Örebro HK 0 - 3 (0-0, 0-1, 0-2) Hovet, Johanneshov - Rögle BK - Leksands IF 1 - 4 (0-0, 0-1, 1-3) Catena Arena - Färjestad BK - Växjö Lakers HC 4 - 3 (0-1, 1-0, 2-2, 0-0, 1-0) Löfbergs Arena - Brynäs IF - Frölunda HC 3 - 4 (0-1, 1-1, 2-1, 0-1) Monitor ERP Arena - Linköping HC - Timrå IK 2 - 4 (1-1, 0-2, 1-1) Saab Arena - IK Oskarshamn - Skellefteå AIK 8 - 5 (3-2, 2-2, 3-1) Be-Ge Hockey Center 30 november 2021 - Skellefteå AIK - Linköping HC 2 - 0 (2-0, 0-0, 0-0) 3534 Skellefteå Kraft Arena - Leksands IF - Färjestad BK 5 - 4 (1-2, 2-1, 2-1) 5802 Tegera Arena - Brynäs IF - Örebro HK 2 - 1 (0-1, 0-0, 1-0, 1-0) 5123 Monitor ERP Arena - Djurgårdens IF - IF Malmö Redhawks 3 - 0 (2-0, 0-0, 1-0) 3463 Hovet, Johanneshov - Växjö Lakers HC - Luleå HF 2 - 3 (1-2, 0-0, 1-0, 0-1) 3952 Vida Arena - Timrå IK - Rögle BK 4 - 3 (1-1, 1-0, 1-2, 0-0, 1-0) 3046 NHC Arena - Frölunda HC - IK Oskarshamn 3 - 4 (2-0, 1-2, 0-1, 0-0, 0-1) 9035 Scandinavium 2021-12-02 - Timrå IK - IF Malmö Redhawks 4 - 2 (1-2, 3-0, 0-0) NHC Arena - Luleå HF - Frölunda HC 3 - 2 (0-0, 1-1, 1-1, 0-0, 1-0) Coop Norrbotten Arena - Örebro HK - Leksands IF 3 - 1 (1-0, 1-0, 1-1) Behrn Arena - Rögle BK - Brynäs IF 4 - 2 (1-0, 1-1, 2-1) Catena Arena - Färjestad BK - Skellefteå AIK 3 - 6 (2-1, 0-2, 1-3) Löfbergs Arena - Linköping HC - Växjö Lakers HC 1 - 2 (0-1, 1-0, 0-1) Saab Arena - IK Oskarshamn - Djurgårdens IF 5 - 2 (0-0, 1-2, 4-0) Be-Ge Hockey Center 2021-12-04 - Växjö Lakers HC - Timrå IK 3 - 2 (0-0, 0-1, 2-1, 0-0, 1-0) 4643 Vida Arena - IK Oskarshamn - Färjestad BK 0 - 5 (0-1, 0-3, 0-1) 2972 Be-Ge Hockey Center - Frölunda HC - Linköping HC 1 - 2 (0-1, 0-0, 1-0, 0-1) 10445 Scandinavium - Skellefteå AIK - IF Malmö Redhawks 4 - 3 (0-1, 0-0, 3-2, 0-0, 1-0) 4280 Skellefteå Kraft Arena - Leksands IF - Luleå HF 2 - 3 (0-2, 0-0, 2-0, 0-0, 0-1) 6593 Tegera Arena - Brynäs IF - Djurgårdens IF 4 - 0 (2-0, 2-0, 0-0) 6652 Monitor ERP Arena - Rögle BK - Örebro HK 4 - 5 (1-2, 1-0, 2-2, 0-1) 4877 Catena Arena 2021-12-06 - Linköping HC - Luleå HF 2 - 1 (1-1, 0-0, 0-0, 1-0) 4127 Saab Arena 2021-12-08 - IF Malmö Redhawks - Örebro HK 5 - 2 (1-0, 1-2, 3-0) 4254 Malmö Arena 2021-12-09 - Luleå HF - Rögle BK 3 - 2 (1-1, 0-0, 1-1, 1-0) 5504 Coop Norrbotten Arena - Leksands IF - Frölunda HC 2 - 4 (0-2, 1-1, 1-1) 4834 Tegera Arena - Djurgårdens IF - Växjö Lakers HC 2 - 3 (1-0, 0-1, 1-1, 0-0, 0-1) 3499 Hovet, Johanneshov - Färjestad BK - Brynäs IF 2 - 1 (1-0, 0-0, 1-1) 5012 Löfbergs Arena - Timrå IK - Skellefteå AIK 2 - 5 (0-2, 2-1, 0-2) 3880 NHC Arena 2021-12-11 - Skellefteå AIK - Rögle BK 0 - 3 (0-1, 0-1, 0-1) 4716 Skellefteå Kraft Arena - IK Oskarshamn - Timrå IK 6 - 3 (0-1, 4-1, 2-1) 2954 Be-Ge Hockey Center - Frölunda HC - Brynäs IF 0 - 4 (0-0, 0-3, 0-1) 11735 Scandinavium - Örebro HK - Linköping HC 1 - 3 (0-1, 1-0, 0-2) 5373 Behrn Arena - Växjö Lakers HC - Djurgårdens IF 3 - 0 (0-0, 2-0, 1-0) 4186 Vida Arena - Färjestad BK - Leksands IF 3 - 2 (0-0, 0-1, 3-1) 8250 Löfbergs Arena - IF Malmö Redhawks - Luleå HF 2 - 1 (1-1, 0-0, 0-0, 0-0, 1-0) 5213 Malmö Arena | 2021-12-13 - Linköping HC - IK Oskarshamn 6 - 2 (1-1, 3-1, 2-0) 4674 Saab Arena 2021-12-21 - IF Malmö Redhawks - Timrå IK 6 - 3 (2-0, 1-2, 3-1) 4438 Malmö Arena 2021-12-26 - Luleå HF - Örebro HK 2 - 3 (1-0, 1-0, 0-2, 0-1) 2150 Coop Norrbotten Arena - Skellefteå AIK - IK Oskarshamn 4 - 1 (0-0, 3-0, 1-1) 1665 Skellefteå Kraft Arena - Brynäs IF - IF Malmö Redhawks 4 - 0 (1-0, 2-0, 1-0) 2000 Monitor ERP Arena - Linköping HC - Färjestad BK 1 - 3 (0-1, 0-1, 1-1) 2752 Saab Arena - Rögle BK - Djurgårdens IF 4 - 5 (0-1, 1-3, 3-0, 0-1) 1527 Catena Arena - Timrå IK - Leksands IF 5 - 1 (1-0, 3-1, 1-0) 1569 NHC Arena 2021-12-28 - Leksands IF - Rögle BK 5 - 2 (4-2, 1-0, 0-0) 3375 Tegera Arena - Örebro HK - Brynäs IF 0 - 4 (0-2, 0-0, 0-2) 1804 Behrn Arena - Djurgårdens IF - Skellefteå AIK 2 - 3 (1-2, 0-0, 1-0, 0-1) 2696 Hovet, Johanneshov - Färjestad BK - Luleå HF 0 - 8 (0-1, 0-2, 0-5) 1929 Löfbergs Arena - IK Oskarshamn - Linköping HC 3 - 1 (1-1, 1-0, 1-0) 1300 Be-Ge Hockey Center - IF Malmö Redhawks - Växjö Lakers HC 3 - 1 (0-0, 2-0, 1-1) 3511 Malmö Arena 2021-12-30 - Luleå HF - Leksands IF 4 - 1 (1-0, 2-0, 1-1) 2150 Coop Norrbotten Arena - Brynäs IF - Färjestad BK 1 - 3 (0-1, 1-2, 0-0) 1983 Monitor ERP Arena - Rögle BK - IK Oskarshamn 3 - 1 (1-0, 2-0, 0-1) 1409 Catena Arena - Växjö Lakers HC - Örebro HK 1 - 0 (1-0, 0-0, 0-0) 2181 Vida Arena - Linköping HC - Djurgårdens IF 5 - 2 (4-0, 0-1, 1-1) 2543 Saab Arena - Timrå IK - IF Malmö Redhawks 6 - 5 (0-1, 1-4, 4-0, 1-0) 1569 NHC Arena 6 januari 2022 - Frölunda HC - Luleå HF 0 - 1 (0-0, 0-1, 0-0) Scandinavium - Örebro HK - Färjestad BK 2 - 3 (0-2, 1-1, 1-0) Behrn Arena 2022-01-08 - Rögle BK - Färjestad BK 2 - 3 (0-0, 1-1, 1-1, 0-1) 1563 Catena Arena - Frölunda HC - Örebro HK 6 - 5 (1-1, 1-1, 3-3, 0-0, 1-0) 3829 Scandinavium - Linköping HC - Brynäs IF 4 - 3 (0-2, 2-1, 1-0, 0-0, 1-0) 2625 Saab Arena 11 januari 2022 - Färjestad BK - Brynäs IF 2 - 1 (1-0, 0-1, 1-0) 1858 Löfbergs Arena 2022-01-13 - Brynäs IF - Luleå HF 3 - 1 (1-0, 1-0, 1-1) 1817 Monitor ERP Arena - Rögle BK - Linköping HC 2 - 1 (0-0, 1-0, 0-1, 1-0) 1634 Catena Arena - Växjö Lakers HC - Färjestad BK 4 - 1 (2-0, 1-0, 1-1) 1980 Vida Arena 2022-01-15 - Brynäs IF - Timrå IK 6 - 2 (2-0, 3-1, 1-1) 1961 Monitor ERP Arena - Växjö Lakers HC - Linköping HC 1 - 4 (0-1, 1-2, 0-1) 1912 Vida Arena - Frölunda HC - Rögle BK 4 - 1 (0-1, 3-0, 1-0) 3846 Scandinavium - Luleå HF - Skellefteå AIK 4 - 2 (1-1, 2-0, 1-1) 2150 Coop Norrbotten Arena 16 januari 2022 - IK Oskarshamn - IF Malmö Redhawks 3 - 1 (0-0, 1-0, 2-1) 644 Be-Ge Hockey Center 2022-01-18 - Skellefteå AIK - Frölunda HC 5 - 2 (1-0, 3-1, 1-1) 1665 Skellefteå Kraft Arena - Luleå HF - Växjö Lakers HC 4 - 3 (0-2, 2-0, 1-1, 1-0) 2150 Coop Norrbotten Arena - IF Malmö Redhawks - Leksands IF 1 - 2 (0-1, 0-1, 1-0) 2638 Malmö Arena 20 januari 2022 - Skellefteå AIK - Timrå IK 5 - 2 (1-1, 2-1, 2-0) 1665 Skellefteå Kraft Arena - Leksands IF - Växjö Lakers HC 7 - 3 (2-1, 4-2, 1-0) 1996 Tegera Arena - Linköping HC - Frölunda HC 2 - 1 (0-0, 1-0, 1-1) 2125 Saab Arena 22 januari 2022 - Luleå HF - Linköping HC 3 - 2 (1-0, 1-0, 0-2, 1-0) 2150 Coop Norrbotten Arena - Djurgårdens IF - Leksands IF 2 - 1 (0-0, 0-0, 1-1, 0-0, 1-0) 2201 Hovet, Johanneshov - Timrå IK - Växjö Lakers HC 3 - 0 (1-0, 1-0, 1-0) 1569 NHC Arena - IK Oskarshamn - Frölunda HC 7 - 4 (2-2, 3-1, 2-1) 693 Be-Ge Hockey Center 2022-01-23 - Djurgårdens IF - IK Oskarshamn 4 - 2 (1-0, 1-0, 2-2) 781 Hovet, Johanneshov 24 januari 2022 - Timrå IK - Linköping HC 3 - 1 (1-1, 0-0, 2-0) 1569 NHC Arena 2022-01-25 - Luleå HF - IK Oskarshamn 4 - 1 (3-1, 0-0, 1-0) 2150 Coop Norrbotten Arena 27 januari 2022 - Örebro HK - Rögle BK 4 - 1 (1-0, 0-1, 3-0) 1649 Behrn Arena - IK Oskarshamn - Skellefteå AIK 4 - 3 (2-1, 2-2, 0-0) 690 Be-Ge Hockey Center 2022-01-29 - Färjestad BK - IK Oskarshamn 2 - 0 (0-0, 0-0, 2-0) 1769 Löfbergs Arena - Örebro HK - Djurgårdens IF 7 - 1 (3-1, 3-0, 1-0) 1796 Behrn Arena 30 januari 2022 - Brynäs IF - Skellefteå AIK 4 - 6 (0-0, 3-2, 1-4) 0 Monitor ERP Arena - Örebro HK - IK Oskarshamn 3 - 0 (1-0, 2-0, 0-0) 1711 Behrn Arena - Färjestad BK - Djurgårdens IF 1 - 3 (0-0, 0-1, 1-2) 1700 Löfbergs Arena 1 februari 2022 - Skellefteå AIK - Färjestad BK 4 - 1 (0-0, 3-0, 1-1) 1665 Skellefteå Kraft Arena 3 februari 2022 - IF Malmö Redhawks - Färjestad BK 1 - 5 (1-1, 0-1, 0-3) 2839 Malmö Arena - Skellefteå AIK - Linköping HC 5 - 0 (0-0, 5-0, 0-0) 1665 Skellefteå Kraft Arena - Djurgårdens IF - Rögle BK 2 - 3 (0-0, 1-1, 1-2) 1483 Hovet, Johanneshov - Växjö Lakers HC - Timrå IK 5 - 2 (1-1, 1-1, 3-0) 1820 Vida Arena 5 februari 2022 - Leksands IF - Linköping HC 8 - 4 (3-0, 1-3, 4-1) 2628 Tegera Arena - Örebro HK - Timrå IK 3 - 1 (1-1, 0-0, 2-0) 1982 Behrn Arena - Växjö Lakers HC - IF Malmö Redhawks 4 - 7 (0-3, 3-1, 1-3) 1978 Vida Arena 7 februari 2022 - Rögle BK - Timrå IK 1 - 0 (0-0, 1-0, 0-0) Catena Arena 8 februari 2022 - Rögle BK - Timrå IK 5 - 3 (0-2, 2-0, 3-1) Catena Arena 9 februari 2022 - Djurgårdens IF - Brynäs IF 2 - 3 (0-0, 1-1, 1-1, 0-1) Hovet, Johanneshov 10 februari 2022 - Leksands IF - Örebro HK 4 - 2 (2-0, 1-1, 1-1) Tegera Arena 11 februari 2022 - IF Malmö Redhawks - Frölunda HC 1 - 2 (0-0, 0-0, 1-1, 0-0, 0-1) Malmö Arena 12 februari 2022 - Brynäs IF - Växjö Lakers HC 1 - 5 (1-0, 0-3, 0-2) Monitor ERP Arena - Örebro HK - Leksands IF 3 - 1 (1-0, 1-0, 1-1) Behrn Arena - Djurgårdens IF - Luleå HF 5 - 4 (2-0, 1-1, 1-3, 0-0, 1-0) Hovet, Johanneshov 13 februari 2022 - Skellefteå AIK - IF Malmö Redhawks 7 - 3 (1-1, 1-0, 5-2) Skellefteå Kraft Arena 15 februari 2022 - Skellefteå AIK - Örebro HK 2 - 4 (2-1, 0-3, 0-0) 3727 Skellefteå Kraft Arena - Frölunda HC - Färjestad BK 6 - 4 (3-1, 2-1, 1-2) 11854 Scandinavium - Rögle BK - Växjö Lakers HC 0 - 2 (0-0, 0-1, 0-1) 4863 Catena Arena 17 februari 2022 - Rögle BK - Luleå HF 4 - 2 (0-0, 3-1, 1-1) 4892 Catena Arena - Brynäs IF - Örebro HK 2 - 1 (2-0, 0-1, 0-0) 4692 Monitor ERP Arena - Djurgårdens IF - Växjö Lakers HC 6 - 2 (2-1, 2-1, 2-0) 4265 Hovet, Johanneshov - Frölunda HC - IK Oskarshamn 6 - 1 (1-0, 1-0, 4-1) 8116 Scandinavium - Färjestad BK - IF Malmö Redhawks 4 - 1 (1-1, 3-0, 0-0) 5422 Löfbergs Arena - Leksands IF - Timrå IK 3 - 6 (2-3, 1-1, 0-2) 4643 Tegera Arena 19 februari 2022 - Luleå HF - Rögle BK 4 - 1 (1-0, 2-1, 1-0) 6150 Coop Norrbotten Arena - Frölunda HC - Skellefteå AIK 3 - 0 (0-0, 0-0, 3-0) 11701 Scandinavium - Leksands IF - IF Malmö Redhawks 2 - 1 (0-0, 0-0, 1-1, 1-0) 6056 Tegera Arena - Djurgårdens IF - Linköping HC 3 - 2 (0-1, 0-0, 3-1) 6204 Hovet, Johanneshov - Växjö Lakers HC - Brynäs IF 3 - 2 (0-0, 1-1, 1-1, 0-0, 1-0) 5217 Vida Arena 22 februari 2022 - Luleå HF - Timrå IK 2 - 3 (1-0, 1-2, 0-0, 0-1) 5405 Coop Norrbotten Arena - Skellefteå AIK - Djurgårdens IF 3 - 0 (0-0, 1-0, 2-0) 4049 Skellefteå Kraft Arena - Leksands IF - Frölunda HC 4 - 5 (0-1, 3-1, 1-2, 0-1) 4141 Tegera Arena - Rögle BK - Örebro HK 3 - 2 (1-1, 1-0, 0-1, 1-0) 4950 Catena Arena - Linköping HC - Växjö Lakers HC 1 - 5 (0-4, 0-0, 1-1) 5151 Saab Arena - IK Oskarshamn - Färjestad BK 4 - 3 (1-2, 1-0, 2-1) 2841 Be-Ge Hockey Center - IF Malmö Redhawks - Brynäs IF 2 - 1 (1-0, 0-1, 0-0, 1-0) 4416 Malmö Arena 24 februari 2022 - Örebro HK - Luleå HF 3 - 5 (2-1, 0-3, 1-1) 5273 Behrn Arena - Brynäs IF - Linköping HC 0 - 2 (0-1, 0-0, 0-1) 5472 Monitor ERP Arena - Djurgårdens IF - IF Malmö Redhawks 1 - 3 (1-1, 0-1, 0-1) 6599 Hovet, Johanneshov - Rögle BK - Leksands IF 5 - 4 (1-0, 2-3, 2-1) 4950 Catena Arena - Växjö Lakers HC - IK Oskarshamn 3 - 2 (0-1, 1-1, 2-0) 4345 Vida Arena - Färjestad BK - Skellefteå AIK 1 - 5 (0-3, 0-0, 1-2) 6010 Löfbergs Arena - Timrå IK - Frölunda HC 2 - 3 (1-1, 0-1, 1-1) 4180 NHC Arena 26 februari 2022 - Leksands IF - Luleå HF 4 - 5 (1-0, 1-1, 2-3, 0-0, 0-1) 7005 Tegera Arena - Brynäs IF - Djurgårdens IF 0 - 2 (0-0, 0-1, 0-1) 7614 Monitor ERP Arena - IF Malmö Redhawks - IK Oskarshamn 3 - 4 (0-1, 0-2, 3-1) 6634 Malmö Arena - Örebro HK - Växjö Lakers HC 6 - 2 (2-1, 3-0, 1-1) 5403 Behrn Arena - Färjestad BK - Frölunda HC 3 - 0 (1-0, 1-0, 1-0) 8250 Löfbergs Arena - Linköping HC - Rögle BK 1 - 3 (0-2, 1-0, 0-1) 6710 Saab Arena - Timrå IK - Skellefteå AIK 3 - 2 (1-0, 0-1, 1-1, 1-0) 3930 NHC Arena 27 februari 2022 - Leksands IF - Brynäs IF 1 - 0 (0-0, 0-0, 1-0) Tegera Arena - Örebro HK - Frölunda HC 4 - 3 (0-1, 2-0, 2-2) Behrn Arena 1 mars 2022 - Växjö Lakers HC - Skellefteå AIK 3 - 2 (1-1, 2-1, 0-0) 4068 Vida Arena - Luleå HF - Djurgårdens IF 2 - 3 (1-1, 0-0, 1-2) 5324 Coop Norrbotten Arena - IK Oskarshamn - Leksands IF 1 - 3 (0-0, 1-1, 0-2) 2868 Be-Ge Hockey Center - IF Malmö Redhawks - Timrå IK 0 - 3 (0-1, 0-1, 0-1) 3969 Malmö Arena 3 mars 2022 - Frölunda HC - Leksands IF 3 - 0 (1-0, 1-0, 1-0) 9827 Scandinavium - Örebro HK - IF Malmö Redhawks 3 - 5 (0-3, 2-1, 1-1) 5208 Behrn Arena - Linköping HC - Timrå IK 2 - 1 (1-0, 0-0, 1-1) 4468 Saab Arena - Luleå HF - Brynäs IF 2 - 5 (1-0, 1-3, 0-2) 5403 Coop Norrbotten Arena - Skellefteå AIK - Växjö Lakers HC 4 - 3 (1-1, 0-1, 2-1, 1-0) 4136 Skellefteå Kraft Arena - Djurgårdens IF - Färjestad BK 4 - 5 (1-2, 2-1, 1-1, 0-1) 6589 Hovet, Johanneshov - IK Oskarshamn - Rögle BK 3 - 5 (2-1, 1-2, 0-2) 2743 Be-Ge Hockey Center 5 mars 2022 - Färjestad BK - Linköping HC 3 - 4 (2-2, 0-0, 1-1, 0-1) 8250 Löfbergs Arena - Timrå IK - Brynäs IF 6 - 2 (2-0, 1-0, 3-2) 5104 NHC Arena - IF Malmö Redhawks - Örebro HK 4 - 5 (1-2, 2-2, 1-0, 0-0, 0-1) 9556 Malmö Arena - Djurgårdens IF - Frölunda HC 3 - 1 (0-1, 2-0, 1-0) 8094 Hovet, Johanneshov - Rögle BK - Skellefteå AIK 4 - 1 (1-0, 2-0, 1-1) 4950 Catena Arena - Växjö Lakers HC - Leksands IF 1 - 3 (0-2, 1-0, 0-1) 5052 Vida Arena - IK Oskarshamn - Luleå HF 2 - 5 (0-2, 2-1, 0-2) 3014 Be-Ge Hockey Center 6 mars 2022 - Timrå IK - Djurgårdens IF 4 - 5 (2-1, 1-1, 1-2, 0-0, 0-1) 4451 NHC Arena - Linköping HC - IF Malmö Redhawks 2 - 5 (0-1, 1-2, 1-2) 5108 Saab Arena - Brynäs IF - Frölunda HC 5 - 2 (1-1, 2-1, 2-0) 4809 Monitor ERP Arena 8 mars 2022 - Växjö Lakers HC - Rögle BK 4 - 1 (0-0, 3-1, 1-0) 4029 Vida Arena - Färjestad BK - Örebro HK 2 - 1 (1-0, 1-0, 0-1) 6640 Löfbergs Arena - IK Oskarshamn - Brynäs IF 1 - 2 (0-0, 1-0, 0-1, 0-1) 2909 Be-Ge Hockey Center - Skellefteå AIK - Luleå HF 2 - 4 (0-0, 1-2, 1-2) 5801 Skellefteå Kraft Arena - Djurgårdens IF - Timrå IK 5 - 1 (0-0, 2-0, 3-1) 6649 Hovet, Johanneshov - Linköping HC - Leksands IF 4 - 0 (2-0, 0-0, 2-0) 6180 Saab Arena 2022-03-10 19:00 Luleå HF - Färjestad BK 4 - 1 (1-0, 1-1, 2-0) 5955 Coop Norrbotten Arena 19:00 Leksands IF - Djurgårdens IF 2 - 4 (0-0, 2-3, 0-1) 5307 Tegera Arena 19:00 Rögle BK - Brynäs IF 3 - 0 (0-0, 2-0, 1-0) 6310 Catena Arena 19:00 Timrå IK - Örebro HK 3 - 1 (0-0, 1-0, 2-1) 3286 NHC Arena 19:00 IF Malmö Redhawks - Linköping HC 7 - 0 (3-0, 2-0, 2-0) 4252 Malmö Arena 19:00 Frölunda HC - Växjö Lakers HC 5 - 4 (1-1, 3-2, 0-1, 1-0) 8510 Scandinavium 2022-03-12 15:15 Brynäs IF - Rögle BK 3 - 1 (1-0, 0-1, 2-0) 5930 Monitor ERP Arena 15:15 Timrå IK - IK Oskarshamn 1 - 4 (1-2, 0-0, 0-2) 4235 NHC Arena 15:15 Leksands IF - Färjestad BK 2 - 5 (0-2, 0-1, 2-2) 7650 Tegera Arena 15:15 Djurgårdens IF - Örebro HK 0 - 3 (0-1, 0-2, 0-0) 8094 Hovet, Johanneshov 15:15 Växjö Lakers HC - Luleå HF 1 - 2 (1-0, 0-1, 0-1) 5438 Vida Arena 18:00 Frölunda HC - IF Malmö Redhawks 1 - 3 (1-2, 0-1, 0-0) 9183 Scandinavium 13 mars 2022 - Brynäs IF - IK Oskarshamn 2 - 1 (1-1, 1-0, 0-0) Monitor ERP Arena - Linköping HC - Skellefteå AIK 3 - 0 (1-0, 1-0, 1-0) Saab Arena 14 mars 2022 - Timrå IK - Luleå HF 4 - 3 (1-1, 1-1, 1-1, 1-0) 3170 NHC Arena 15 mars 2022 - Växjö Lakers HC - Frölunda HC 5 - 2 (1-1, 2-1, 2-0) 4365 Vida Arena - IF Malmö Redhawks - Djurgårdens IF 3 - 1 (0-0, 1-1, 2-0) 6583 Malmö Arena - IK Oskarshamn - Örebro HK 1 - 4 (1-3, 0-0, 0-1) 2705 Be-Ge Hockey Center - Leksands IF - Skellefteå AIK 1 - 3 (0-1, 0-1, 1-1) 3789 Tegera Arena - Färjestad BK - Rögle BK 0 - 3 (0-1, 0-1, 0-1) 6015 Löfbergs Arena 17 mars 2022 - Skellefteå AIK - Leksands IF 5 - 2 (1-0, 3-1, 1-1) 4071 Skellefteå Kraft Arena - IF Malmö Redhawks - Rögle BK 1 - 3 (0-1, 0-1, 1-1) 9139 Malmö Arena - Luleå HF - Frölunda HC 3 - 0 (0-0, 2-0, 1-0) 5568 Coop Norrbotten Arena - Timrå IK - Färjestad BK 2 - 6 (0-3, 2-2, 0-1) 3596 NHC Arena - Linköping HC - IK Oskarshamn 3 - 2 (0-0, 0-2, 2-0, 0-0, 1-0) 6502 Saab Arena 19 mars 2022 - Frölunda HC - Djurgårdens IF 5 - 4 (1-0, 1-4, 2-0, 1-0) 11790 Scandinavium - Rögle BK - IF Malmö Redhawks 2 - 3 (0-0, 2-2, 0-1) 6310 Catena Arena - Skellefteå AIK - Brynäs IF 3 - 1 (2-0, 0-1, 1-0) 5367 Skellefteå Kraft Arena - Färjestad BK - Timrå IK 6 - 1 (3-0, 3-0, 0-1) 7519 Löfbergs Arena - Leksands IF - IK Oskarshamn 3 - 2 (1-1, 0-0, 1-1, 1-0) 6356 Tegera Arena 20 mars 2022 - Rögle BK - Frölunda HC 3 - 4 (1-0, 1-1, 1-2, 0-1) Catena Arena 22 mars 2022 - Luleå HF - Skellefteå AIK 3 - 4 (1-0, 1-1, 1-2, 0-0, 0-1) Coop Norrbotten Arena - IK Oskarshamn - Växjö Lakers HC 1 - 6 (0-2, 1-1, 0-3) Be-Ge Hockey Center - Linköping HC - Örebro HK 4 - 0 (1-0, 2-0, 1-0) Saab Arena 24 mars 2022 - Luleå HF - IF Malmö Redhawks 3 - 0 (1-0, 0-0, 2-0) Coop Norrbotten Arena - Örebro HK - Skellefteå AIK 3 - 1 (1-1, 2-0, 0-0) Behrn Arena - Brynäs IF - Leksands IF 5 - 4 (4-0, 0-2, 0-2, 1-0) Monitor ERP Arena - Färjestad BK - Växjö Lakers HC 2 - 3 (1-0, 1-1, 0-1, 0-1) Löfbergs Arena - Timrå IK - Rögle BK 0 - 2 (0-0, 0-1, 0-1) NHC Arena - IK Oskarshamn - Djurgårdens IF 3 - 2 (1-0, 2-2, 0-0) Be-Ge Hockey Center - Frölunda HC - Linköping HC 3 - 1 (1-1, 0-0, 2-0) Scandinavium |